# August Bresgen
August Bresgen (* 9. Juli 1888 in Holsterhausen; † 27. Februar 1987 in Gauting) war ein aus dem Rheinland stammender Maler und Bildhauer, der hauptsächlich Portraits, Landschaftsmalerei und Kopien anfertigte.

## Familie
1914 heiratete er die aus Prag stammende Pianistin und Malerin Maria Podhorsky. Aus der Ehe gingen zwei Kinder hervor, der Komponist Cesar Bresgen (1913–1988) und die Tochter Lucie (* 1915). Aus einer zweiten Ehe mit Heilke Böhle stammen die beiden Kinder Christine (* 1940) und Manfred (* 1941).

## Werk
Zahlreiche Reisen ins Ausland und langjährige Auslandsaufenthalte prägten seine Studien in Italien, Belgien, Holland und Frankreich. 1907–1908 reiste er auf Einladung eines russischen Fürsten, erst 20-jährig, nach St. Petersburg, um Portraits und Kopien anzufertigen. 1910–1914 wohnte er in Florenz, fertigte Portraits von Papst Pius X. und Benedikt XV. und eine Büste von Mariano Kardinal Rampolla del Tindaro. Weiter malte er Landschaften, in den Uffizien kopierte er zahlreiche Gemälde. 1915–1934 hatte Bresgen seinen Hauptwohnsitz in München mit wiederholten längeren Aufenthalten in Sizilien, der Schweiz, der Tschechoslowakei, Spanien, Tunesien und Amerika. Diverse Ausstellungen in München zeigten seine Arbeiten. In den 1920er Jahren entstanden die ersten Plastiken. 1945–1960 erhielt er zunächst Aufträge von Angehörigen der amerikanischen Besatzungsmacht, später von Adel und Industriellen. Er fertigte 1956 die Kopie eines Porträts von Pfalzgraf Philipp dem Streitbaren (1503–1548), dessen Original von Hans Baldung Grien stammt, für die Jubiläumsausstellung zum 400. Todestag des Kurfürsten Ottheinrich (1502–1559). Unter seinen Werken befinden sich auch Arbeiten für die Frauenkirche in München und einige Plastiken. Immer wieder befand er sich im Zwiespalt zwischen dem Kopieren und seiner eigenen schöpferischen Arbeit. Als 75-Jähriger fertigte er 30 Kopien Alter Meister für ein Museum in Chicago, u. a. die Vier Apostel von Albrecht Dürer. Seine Werke befinden sich u. a. in Museen von München, Augsburg, Magdeburg, Mailand, Rom, Madrid, Chicago, sowie in Sammlungen und Stiftungen der Kirche, Hochadel und Industrie. Bresgen war mit Hans Purrmann befreundet.